# بيرثا من هولندا
بيرثا من هولندا (1055 - 15 أكتوبر 1094)؛ وأيضا تعرف بـ بيرث أو بيرتا من فريزيا وأيضا سُميت خطأً بـ بيرتا أو برترادا، كانت ملكة فرنسا القرينة منذ 1072 حتى 1092 وزوجة الأولى لـ فيليب الأول، كان زواجها من فيليب نتيجة لسلام بين زوج والدتها روبرت الأول الفريزي، كونت فلاندرز وبين فيليب، وبعد تسع سنوات من الزواج استطعت انجاب الوريث في المستقبل لويس السادس ملك فرنسا.

## حياتها المبكرة
بيرثا كانت ابنة فلوريس الأول، كونت هولندا وخيرتروده من ساكسونيا، كان لديها ستة أشقاء كان كلا والديها من أسر نبيلة معروفة وكبيرة، والداها كان يحكم «فريزيا غرب فلي» كما تعرف في ذاك الوقت، بحيث قضت بيرثا طفولتها هناك، اغتيل والدها في 1061، وبعد عامين تزوجت والدتها جرتروده من روبرت دي فلاندرز المعروف بـ روبرت الفريزي، وأصبح روبرت الوصي على بيرثا وأشقائها الستة، وفي عام 1070 شارك روبرت الفريزي في حرب ضد الملك فيليب الأول من فرنسا على خلافة كونتية فلاندرز، ومع غصون عامين تم عقد السلام بينهما وكان مختوم بالزواج، ومع أن ابنة روبرت صغيرة جداً، كانت بيرثا في سن مناسب للزواج، وبذلك تزوجت بيرثا من فيليب وأصبحت ملكة الفرنجة ربما كان هذا في 1072.
أصبح الزواج مضطرب بسبب عدم إنجاب الأبناء إلا بعد ستة سنوات بحيث أستطعت إنجاب ابنة اسمها كونستانس في 1078 وأخيراً الوريث لويس في 1081، وابن الثالث توفي صغيراً، وبعد ولادة أبنائها الثالثة، بدأ زواجهم في التفكك، وذلك للأسباب غير واضحة من الملك حتى وصلت إلى ذروتها في 1092 بإعلان الطلاق، زوجها الملك فيليب على الفور تزوج من زوجة فولك الرابع كونت أنجو السابقة بيرتراد من مونتفورت؛ وبذلك انسحبت بيرثا نحو قلعة مونترويل-سور-مير التي كانت جزءاً من أرضيها، توفيت بعد ذلك بوقت قصير في 15 أكتوبر من 1094،  وبذلك أصبح فيليب حراً واستطاع الزواج من حبيبته برتراد.
وفي 1108 توفي فيليب، وابنها لويس صعد إلى العرش، بعد فشل محاولات برتراد في إعطاء العرش لأحد ابنها، كان كل ابنها وابن شقيقها فلوريس الثاني، كونت هولندا يلقبون بـ البدين.